# Guitar nipple
Guitar nipple (pol. sutek gitarzysty) – postulowana nazwa zapalenia gruczołu sutkowego wywołanego jego podrażnieniem związanym z grą na gitarze klasycznej. Schorzenie to nie jest wyodrębnione w klasyfikacji ICD-10.
Nazwę do nomenklatury medycznej wprowadził w 1974 roku brytyjski lekarz P. Curtis, donosząc w swoim liście do British Medical Journal (BMJ) o trzech przypadkach tego schorzenia wśród swoich pacjentów. Wszystkie one dotyczyły dziewczynek w wieku 8–10 lat, uczących się gry na gitarze klasycznej. Zapalenie objawiało się torbielowatym obrzękiem podstawy brodawek sutkowych z niewielkim odczynem zapalnym. W przypadku pacjentek praworęcznych był to sutek prawy (dwa przypadki), dla leworęcznej lewy. Curtis zauważył dodatkowo, że dziewczynki grały na pełnowymiarowych gitarach i pozycja ciała zajmowana podczas gry wymuszała przyciskanie pudła rezonansowego do piersi tak, że jego krawędź ocierała się o sutek. Po zaprzestaniu ćwiczeń zapalenie ustąpiło samoistnie. Schorzeniu można zapobiegać, prócz przyjęcia poprawnej postawy podczas gry także umieszczając pomiędzy pudłem rezonansowym a ciałem kawałek grubszej tkaniny, np. ręcznik, w celu zmniejszenia nacisku pudła rezonansowego na ciało.
Doniesienie wywołało dyskusję. Nawiązując do listu Curtisa, doktor Thomas zwrócił uwagę, że poprawnie trzymana gitara nie może u muzyków praworęcznych powodować podrażnień prawego sutka, ale raczej lewego. Zasugerowano, że doktor Curtis powinien zwrócić uwagę swoim pacjentkom na to, że niewłaściwie trzymają instrument. W odniesieniu do tego listu doktor Norman P. Melia uściślił, że wspomniana poprawna pozycja gitary ma zastosowanie wyłącznie dla mężczyzn, ponieważ kobiety trzymają gitarę raczej na udzie prawej nogi założonej na lewą, co powoduje, że pudło rezonansowe całkowicie pokrywa rejon sutka, zatem jego krawędź nie może go podrażniać.
W listach do BMJ z tego samego okresu pojawiały się także doniesienia o innych schorzeniach muzyków, jak: „pachwina gitarzysty” (ang. guitarist's groin), z góry wymyślone jako żart „opadanie stopy gitarzysty” (ang. guitarist's foot-drop) czy „moszna wiolonczelisty” (ang. cello scrotum). Ostatnie doniesienie okazało się być mistyfikacją medyczną (zainspirowaną „sutkiem gitarzysty”) wymyśloną przez Elaine Murphy, a podpisaną przez jej męża. W liście do redakcji BMJ, w którym ujawnia swój żart, Murphy podejrzewa, że podobnym żartem mogło być także doniesienie o „sutku gitarzysty”, jednak sama redakcja informuje, że nie była w stanie potwierdzić tych podejrzeń.
Mimo braku kolejnych doniesień o „sutku gitarzysty” termin ten przyjął się w literaturze medycznej (wraz z innymi, jak m.in. „szyja skrzypka”, „kolano wiolonczelisty”, „klatka piersiowa wiolonczelisty” oraz „moszna wiolonczelisty”, zanim ta ostatnia została ujawniona jako żart).